# Riot! Tour
Il Riot! Tour è stato il primo tour mondiale del gruppo musicale statunitense Paramore, comprendente, nell'arco di quasi due anni (2007 e 2008), date negli Stati Uniti, in Canada, in Europa, in Giappone, in Australia e in Sud America. Durante l'estate del 2008, nella parte del tour chiamata The Final Riot! Tour, la loro prestazione a Chicago è stata registrata per la realizzazione del CD/DVD The Final Riot!, pubblicato dalla band nel novembre 2008.
Proprio prima del Riot! Tour, trovandosi senza un chitarrista ritmico dopo l'abbandono di Hunter Lamb, i Paramore hanno completato la formazione con l'aggiunta del turnista Taylor York, che oltre a supportare il chitarrista Josh Farro suona anche il glockenspiel nelle esibizioni di We Are Broken. York verrà accreditato come effettivo membro della band nei due album live prodotti durante il tour stesso, sino ad entrare ufficialmente nella band nel 2009.

## Date

### 2007

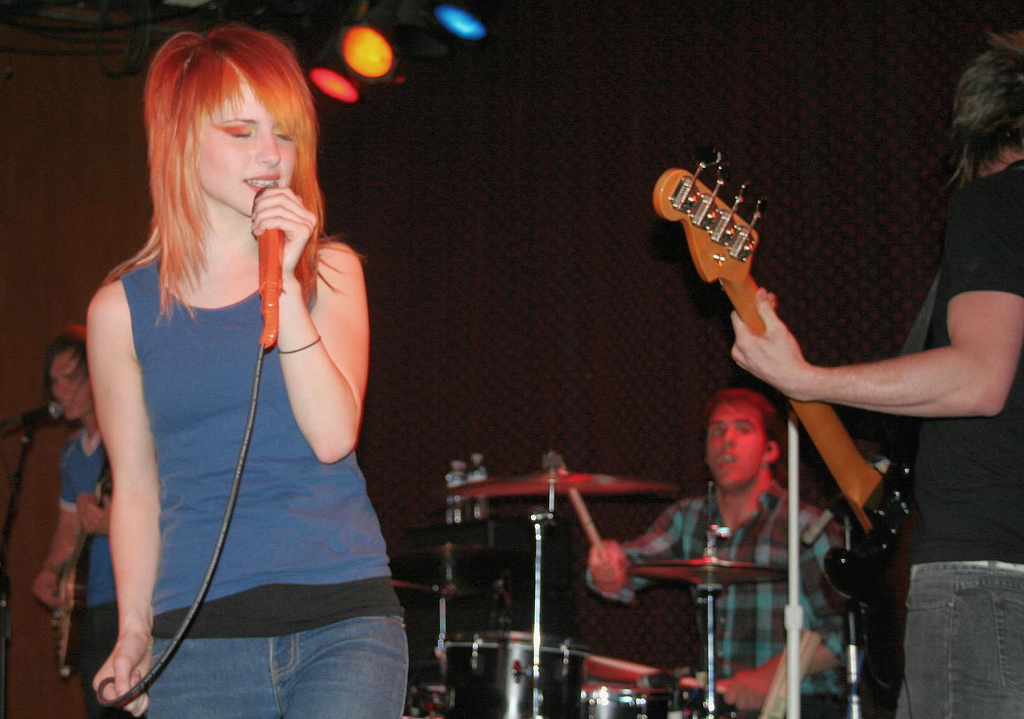
I Paramore il 23 aprile 2007 ad Orlando

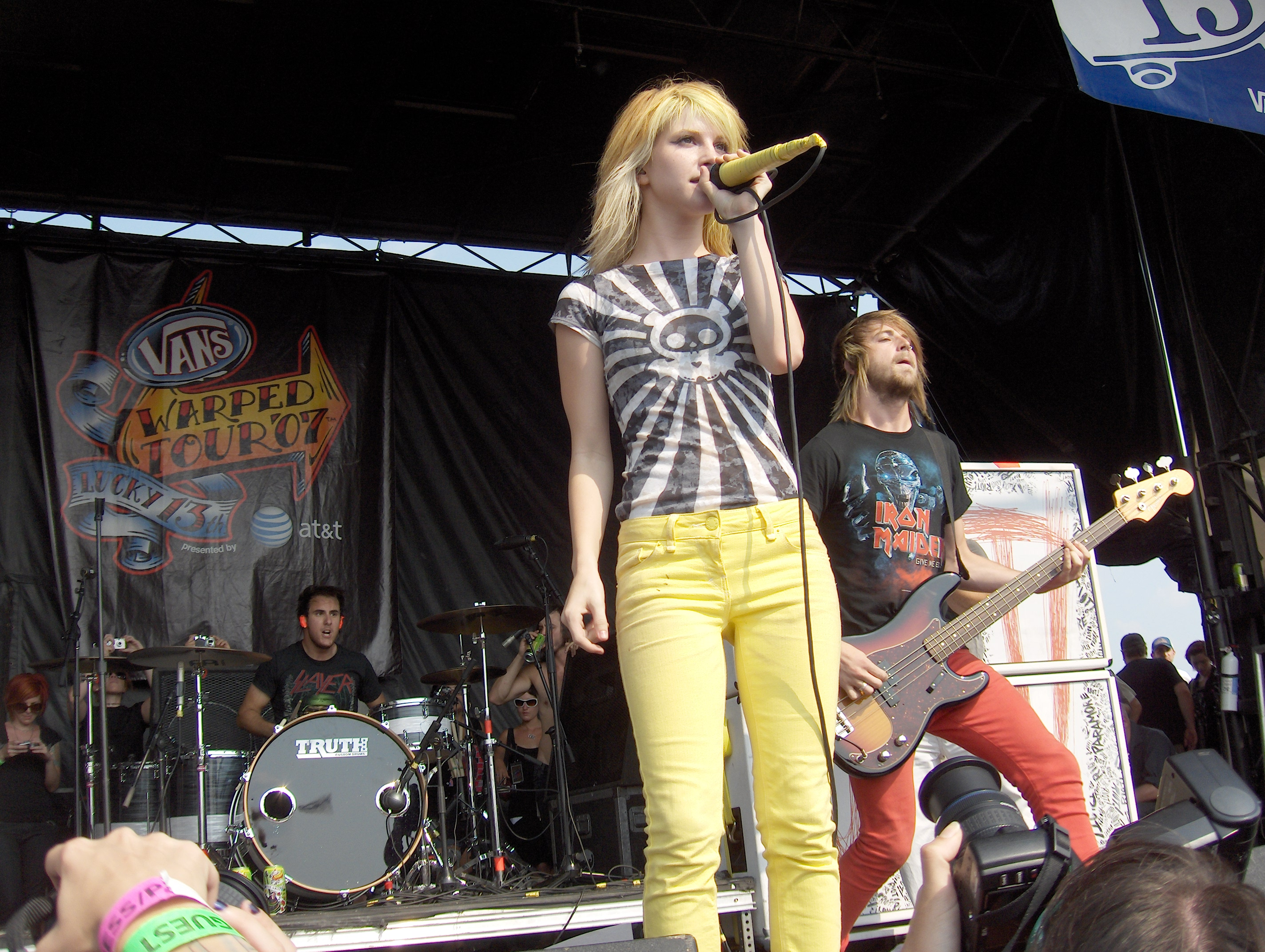
I Paramore il 3 luglio 2007 a Vancouver

| Data              | Città              | Stato       | Località                                     |
| ----------------- | ------------------ | ----------- | -------------------------------------------- |
| Nord America      |                    |             |                                              |
| 20 aprile 2007    | Fort Lauderdale    | Stati Uniti | Revolution                                   |
| 21 aprile 2007    | Saint Petersburg   | Stati Uniti | State Theatre                                |
| 23 aprile 2007    | Orlando            | Stati Uniti | The Social                                   |
| 24 aprile 2007    | Atlanta            | Stati Uniti | The Masquerade                               |
| 26 aprile 2007    | Norfolk            | Stati Uniti | The Norva                                    |
| 27 aprile 2007    | Towson             | Stati Uniti | The Recher Theatre                           |
| 28 aprile 2007    | Washington         | Stati Uniti | 9:30 Club                                    |
| 29 aprile 2007    | Filadelfia         | Stati Uniti | Theatre of the Living Arts                   |
| 1º maggio 2007    | Boston             | Stati Uniti | Avalon Ballroom                              |
| 2 maggio 2007     | New York           | Stati Uniti | Bowery Ballroom                              |
| 4 maggio 2007     | Toronto            | Canada      | Phoenix Concert Theatre                      |
| 5 maggio 2007     | East Rutherford    | Stati Uniti | Meadowlands Sports Complex                   |
| 7 maggio 2007     | Cleveland          | Stati Uniti | Agora Ballroom                               |
| 8 maggio 2007     | Chicago            | Stati Uniti | House of Blues                               |
| 9 maggio 2007     | Detroit            | Stati Uniti | St. Andrew's Hall                            |
| 11 maggio 2007    | Dallas             | Stati Uniti | The Door                                     |
| 12 maggio 2007    | Houston            | Stati Uniti | Meridian                                     |
| 14 maggio 2007    | Tempe              | Stati Uniti | Marquee Theatre                              |
| 15 maggio 2007    | Las Vegas          | Stati Uniti | House of Blues                               |
| 17 maggio 2007    | Los Angeles        | Stati Uniti | The Avalon                                   |
| 18 maggio 2007    | Anaheim            | Stati Uniti | House of Blues                               |
| 19 maggio 2007    | San Francisco      | Stati Uniti | Slim's                                       |
| Europa            |                    | Stati Uniti |                                              |
| 25 maggio 2007    | Parigi             | Francia     | Le Zénith                                    |
| 26 maggio 2007    | Pontypridd         | Regno Unito | Full Ponty Festival                          |
| 27 maggio 2007    | Leeds              | Regno Unito | Slamdunk Festival                            |
| 28 maggio 2007    | Glasgow            | Regno Unito | ABC                                          |
| 30 maggio 2007    | Londra             | Regno Unito | Underworld                                   |
| 1º giugno 2007    | Nürburg            | Germania    | Rock am Ring                                 |
| 2 giugno 2007     | Nürburg            | Germania    | Rock im Park                                 |
| 3 giugno 2007     | Vienna             | Austria     | Flex                                         |
| 5 giugno 2007     | Amsterdam          | Paesi Bassi | Heineken Music Hall                          |
| 6 giugno 2007     | Parigi             | Francia     | Nouveau Casino                               |
| 8 giugno 2007     | Donington Park     | Regno Unito | Download Festival                            |
| Nord America      |                    |             |                                              |
| 15 giugno 2007    | Nashville          | Stati Uniti | Rocketown                                    |
| 29 giugno 2007    | Pomona             | Stati Uniti | Pomona Fairplex                              |
| 30 giugno 2007    | Ventura            | Stati Uniti | Seaside Park                                 |
| 1º luglio 2007    | Mountain View      | Stati Uniti | Shoreline Amphitheatre                       |
| 3 luglio 2007     | Vancouver          | Canada      | Thunderbird Stadium                          |
| 5 luglio 2007     | Calgary            | Canada      | Race City Speedway                           |
| 7 luglio 2007     | Salt Lake City     | Stati Uniti | Utah State Fairgrounds                       |
| 8 luglio 2007     | Denver             | Stati Uniti | Invesco Field at Mile High Stadium           |
| 11 luglio 2007    | Phoenix            | Stati Uniti | Cricket Pavilion                             |
| 12 luglio 2007    | Las Cruces         | Stati Uniti | N.M.S.U. Practice Field                      |
| 13 luglio 2007    | Selma              | Stati Uniti | Verizon Wireless Amphitheatre                |
| 14 luglio 2007    | Dallas             | Stati Uniti | Smirnoff Music Center                        |
| 17 luglio 2007    | New York           | Stati Uniti | Hard Rock Cafe                               |
| 18 luglio 2007    | Atlanta            | Stati Uniti | Hi Fi Buys Amphitheatre                      |
| 19 luglio 2007    | Green Cove Springs | Stati Uniti | Reynolds Park Yacht Center                   |
| 20 luglio 2007    | Saint Petersburg   | Stati Uniti | Vinoy Park                                   |
| 21 luglio 2007    | Miami              | Stati Uniti | Bicentennial Park                            |
| 22 luglio 2007    | Orlando            | Stati Uniti | Tinker Field                                 |
| 23 luglio 2013    | Charlotte          | Stati Uniti | Verizon Wireless Amphitheater                |
| 24 luglio 2007    | Virginia Beach     | Stati Uniti | Verizon Wireless Virginia Beach Amphitheatre |
| 25 luglio 2007    | Columbia           | Stati Uniti | Merriweather Post Pavilion                   |
| 26 luglio 2007    | Scranton           | Stati Uniti | Montage Mountain Performing Arts Pavilion    |
| 27 luglio 2007    | Detroit            | Stati Uniti | Comerica Park                                |
| 28 luglio 2007    | Tinley Park        | Stati Uniti | First Midwest Bank Amphitheatre              |
| 29 luglio 2007    | Minneapolis        | Stati Uniti | Hubert H. Humphrey Metrodome                 |
| 31 luglio 2007    | Milwaukee          | Stati Uniti | Marcus Amphitheater                          |
| 1º agosto 2007    | Cincinnati         | Stati Uniti | Riverbend Music Center                       |
| 2 agosto 2007     | Cleveland          | Stati Uniti | Time Warner Cable Amphitheater               |
| 3 agosto 2007     | Camden             | Stati Uniti | Tweeter Center                               |
| 4 agosto 2007     | Uniondale          | Stati Uniti | Nassau Veterans Memorial Coliseum            |
| 5 agosto 2007     | Englishtown        | Stati Uniti | Old Bridge Township Raceway                  |
| 7 agosto 2007     | Noblesville        | Stati Uniti | Verizon Wireless Music Center                |
| 8 agosto 2007     | Burgettstown       | Stati Uniti | Post Gazette Pavilion                        |
| 9 agosto 2007     | Mansfield          | Stati Uniti | Tweeter Center                               |
| 10 agosto 2007    | Darien Center      | Stati Uniti | Darien Lake Performing Arts                  |
| 11 agosto 2007    | Barrie             | Canada      | Molson Park                                  |
| 12 agosto 2007    | Montréal           | Canada      | Parc Jean Drapeau                            |
| 14 agosto 2007    | Maryland Heights   | Stati Uniti | Verizon Wireless Amphitheater                |
| 15 agosto 2007    | Bonner Springs     | Stati Uniti | Verizon Wireless Amphitheatre                |
| 17 agosto 2007    | Nampa              | Stati Uniti | Idaho Center Amphitheater                    |
| 18 agosto 2007    | George             | Stati Uniti | The Gorge Amphitheatre                       |
| 19 agosto 2007    | St. Helens         | Stati Uniti | Columbia Meadows                             |
| Europa            |                    |             |                                              |
| 25 agosto 2007    | Reading            | Regno Unito | Reading and Leeds Festival                   |
| 26 agosto 2007    | Leeds              | Regno Unito | Reading and Leeds Festival                   |
| 28 agosto 2007    | Amburgo            | Germania    | Logo                                         |
| 30 agosto 2007    | Amsterdam          | Paesi Bassi | Melkweg                                      |
| 1º settembre 2007 | Hants              | Regno Unito | Pyramids Centre                              |
| 2 settembre 2007  | Wolverhampton      | Regno Unito | Wulfrun Hall                                 |
| 3 settembre 2007  | Manchester         | Regno Unito | Manchester Academy 2                         |
| 5 settembre 2007  | Cardiff            | Regno Unito | Solus @ Cardiff University                   |
| 6 settembre 2007  | Londra             | Regno Unito | The Astoria                                  |
| Nord America      |                    |             |                                              |
| 15 settembre 2007 | Carson             | Stati Uniti | Home Depot Center                            |
| 16 settembre 2007 | Tucson             | Stati Uniti | Tucson Electric Park                         |
| 22 settembre 2007 | Seattle            | Stati Uniti | Qwest Field Events Center                    |
| Asia              |                    |             |                                              |
| 25 settembre 2007 | Nagoya             | Giappone    | Club Quattro                                 |
| 26 settembre 2007 | Osaka              | Giappone    | Osaka Big Cat                                |
| 27 settembre 2007 | Tokyo              | Giappone    | O-East                                       |
| Oceania           |                    |             |                                              |
| 2 ottobre 2007    | Brisbane           | Australia   | The Arena                                    |
| 3 ottobre 2007    | Kensington         | Australia   | UNSW Roundhouse                              |
| 5 ottobre 2007    | Melbourne          | Australia   | Billboards                                   |
| 6 ottobre 2007    | Melbourne          | Australia   | Billboards                                   |
| Nord America      |                    |             |                                              |
| 23 ottobre 2007   | Sayreville         | Stati Uniti | Starland Ballroom                            |
| 25 ottobre 2007   | Utica              | Stati Uniti | Utica College                                |
| 26 ottobre 2007   | Toronto            | Canada      | Phoenix Concert Theatre                      |
| 27 ottobre 2007   | Pontiac            | Stati Uniti | Clutch Cargo's                               |
| 29 ottobre 2007   | Columbus           | Stati Uniti | Newport Music Hall                           |
| 30 ottobre 2007   | Chicago            | Stati Uniti | The Congress Theater                         |
| 1º novembre 2007  | Milwaukee          | Stati Uniti | The Rave                                     |
| 2 novembre 2007   | Maplewood          | Stati Uniti | The Myth                                     |
| 3 novembre 2007   | Kansas City        | Stati Uniti | The Beaumont Club                            |
| 4 novembre 2007   | Denver             | Stati Uniti | The Fillmore Auditorium                      |
| 6 novembre 2007   | Las Vegas          | Stati Uniti | House of Blues                               |
| 8 novembre 2007   | San Francisco      | Stati Uniti | The Warfield                                 |
| 9 novembre 2007   | Anaheim            | Stati Uniti | The Grove of Anaheim                         |
| 10 novembre 2007  | Venture            | Stati Uniti | Majestic Venture Theatre                     |
| 11 novembre 2007  | San Diego          | Stati Uniti | Soma                                         |
| 14 novembre 2007  | Los Angeles        | Stati Uniti | Wiltern Theatre                              |
| 15 novembre 2007  | Tempe              | Stati Uniti | Marquee Theatre                              |
| 17 novembre 2007  | Dallas             | Stati Uniti | The Palladium Ballroom                       |
| 18 novembre 2007  | Austin             | Stati Uniti | Stubb's BBQ                                  |
| 19 novembre 2007  | Houston            | Stati Uniti | Club V                                       |
| 21 novembre 2007  | Nashville          | Stati Uniti | War Memorial Auditorium                      |
| 23 novembre 2007  | Baltimora          | Stati Uniti | Rams Head Live!                              |
| 24 novembre 2007  | Worcester          | Stati Uniti | The Palladium                                |
| 25 novembre 2007  | Buffalo            | Stati Uniti | The Town Ballroom                            |
| 27 novembre 2007  | Filadelfia         | Stati Uniti | The Electric Factory                         |
| 28 novembre 2007  | New York           | Stati Uniti | Roseland Ballroom                            |
| 29 novembre 2007  | Richmond           | Stati Uniti | Toad's Place Richmond                        |
| 1º dicembre 2007  | West Palm Beach    | Stati Uniti | Sound Advice Amphitheatre                    |
| 2 dicembre 2007   | Tampa              | Stati Uniti | Ford Amphitheatre                            |
| 4 dicembre 2007   | Norfolk            | Stati Uniti | Constant Convocation Center                  |
| 7 dicembre 2007   | San Francisco      | Stati Uniti | Bill Graham Civic Auditorium                 |
| 8 dicembre 2007   | Universal City     | Stati Uniti | Gibson Amphitheatre                          |
| 14 dicembre 2007  | Grand Prairie      | Stati Uniti | Nokia Theatre Grand Prairie                  |
| 16 dicembre 2007  | Montréal           | Canada      | Club Soda                                    |
| 17 dicembre 2007  | Detroit            | Stati Uniti | The Fillmore Detroit                         |

### 2008

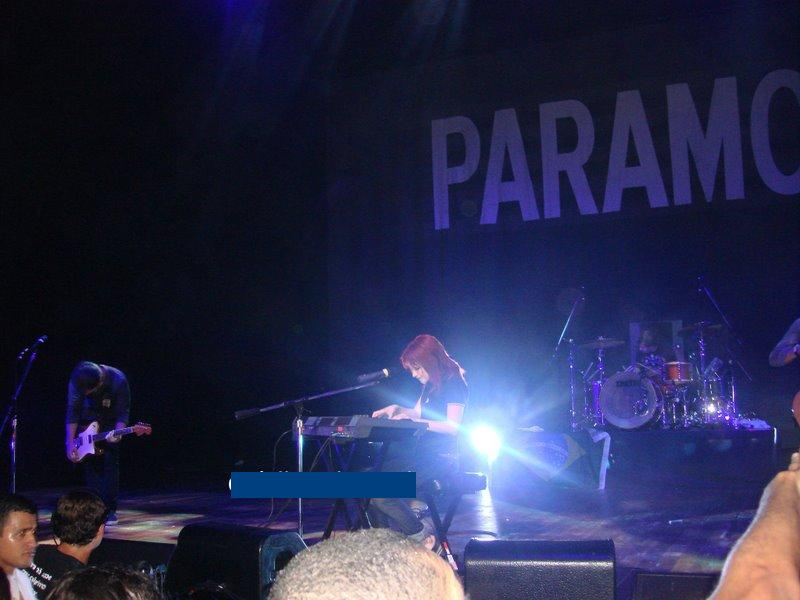
I Paramore il 23 ottobre 2008 a San Paolo

| Data              | Città                | Stato       | Località                            |
| ----------------- | -------------------- | ----------- | ----------------------------------- |
| Europa            |                      |             |                                     |
| 29 gennaio 2008   | Manchester           | Regno Unito | Apollo                              |
| 30 gennaio 2008   | Manchester           | Regno Unito | Apollo                              |
| 1º febbraio 2008  | Londra               | Regno Unito | Brixton Academy                     |
| 2 febbraio 2008   | Londra               | Regno Unito | Brixton Academy                     |
| 4 febbraio 2008   | Birmingham           | Regno Unito | Carling Academy                     |
| 5 febbraio 2008   | Birmingham           | Regno Unito | Carling Academy                     |
| 6 febbraio 2008   | Bristol              | Regno Unito | The Academy                         |
| 12 febbraio 2008  | Newcastle            | Regno Unito | Academy                             |
| 13 febbraio 2008  | Leicester            | Regno Unito | De Montfort Hall                    |
| 15 febbraio 2008  | Colonia              | Germania    | Underground                         |
| 16 febbraio 2008  | Zurigo               | Svizzera    | Abart                               |
| 17 febbraio 2008  | Milano               | Italia      | Music Drome                         |
| 19 febbraio 2008  | Monaco               | Germania    | Backstage Werk                      |
| 23 febbraio 2008  | Amburgo              | Germania    | Gruenspan                           |
| 24 febbraio 2008  | Berlino              | Germania    | Lido                                |
| 26 febbraio 2008  | Copenaghen           | Danimarca   | Store Vega                          |
| 27 febbraio 2008  | Nottingham           | Regno Unito | Rock City                           |
| 28 febbraio 2008  | Stoccolma            | Svezia      | Klubben/Fryshuset                   |
| Nord America      |                      |             |                                     |
| 14 marzo 2008     | Austin               | Stati Uniti | La Zona Rosa                        |
| 27 marzo 2008     | Orlando              | Stati Uniti | Hard Rock Live                      |
| 28 marzo 2008     | Birmingham           | Stati Uniti | Boutwell Auditorium                 |
| 1º aprile 2008    | San Antonio          | Stati Uniti | Freeman Coliseum                    |
| 2 aprile 2008     | Lubbock              | Stati Uniti | Lonestar Amphitheater               |
| 3 aprile 2008     | El Paso              | Stati Uniti | El Paso County Coliseum             |
| 5 aprile 2008     | Irvine               | Stati Uniti | Verizon Wireless Amphitheatre       |
| 6 aprile 2008     | Bakersfield          | Stati Uniti | Rabobank Theatre                    |
| 8 aprile 2008     | San Jose             | Stati Uniti | Event Center at San Jose State      |
| 9 aprile 2008     | Sacramento           | Stati Uniti | Sacramento Memorial Auditorium      |
| 10 aprile 2008    | Salem                | Stati Uniti | Salem Armory Auditorium             |
| 12 aprile 2008    | Pocatello            | Stati Uniti | Holt Arena                          |
| 14 aprile 2008    | Orem                 | Stati Uniti | McKay Events Center                 |
| 16 aprile 2008    | Council Bluffs       | Stati Uniti | Mid American Center                 |
| 17 aprile 2008    | Springfield          | Stati Uniti | Shrine Mosque                       |
| 18 aprile 2008    | Des Moines           | Stati Uniti | Val Air Ballroom                    |
| 19 aprile 2008    | DeKalb               | Stati Uniti | Convocation Center at NIU           |
| 21 aprile 2008    | Grand Rapids         | Stati Uniti | DeltaPlex                           |
| 22 aprile 2008    | Dayton               | Stati Uniti | Hara Arena                          |
| 24 aprile 2008    | Bloomsburg           | Stati Uniti | Nelson Fieldhouse                   |
| 25 aprile 2008    | Rochester            | Stati Uniti | Gordon Field House                  |
| 26 aprile 2008    | Washington           | Stati Uniti | AU Bender Arena                     |
| 28 aprile 2008    | Albany               | Stati Uniti | Washington Avenue Armory            |
| 29 aprile 2008    | Houston              | Stati Uniti | Meridian                            |
| 30 aprile 2008    | Lowell               | Stati Uniti | Paul E. Tsongas Arena               |
| 2 maggio 2008     | Atlantic City        | Stati Uniti | Trump Taj Mahal Mark G. Etess Arena |
| 3 maggio 2008     | East Rutherford      | Stati Uniti | Meadowlands Sports Complex          |
| 4 maggio 2008     | Amherst              | Stati Uniti | Mullins Center                      |
| Europa            |                      |             |                                     |
| 10 maggio 2008    | Londra               | Regno Unito | London Earls Court                  |
| 11 maggio 2008    | Londra               | Regno Unito | Sheffield Hallam FM Arena           |
| 12 maggio 2008    | Glasgow              | Regno Unito | Carling Academy                     |
| Nord America      |                      |             |                                     |
| 16 maggio 2008    | Atlanta              | Stati Uniti | Masquerade Music Park               |
| 17 maggio 2008    | Nashville            | Stati Uniti | Nashville Riverfront Park           |
| Europa            |                      |             |                                     |
| 2 giugno 2009     | Dublino              | Irlanda     | RDS Simmions Court                  |
| 4 giugno 2008     | Portsmouth           | Regno Unito | Portsmouth Guildhall                |
| 5 giugno 2008     | Nottingham           | Regno Unito | Rock City                           |
| 7 giugno 2008     | Nürburg              | Germania    | Rock am Ring                        |
| 8 giugno 2008     | Nürburg              | Germania    | Rock im Park                        |
| 9 giugno 2008     | Bruxelles            | Belgio      | VZW Ancienne Belgique ASBL          |
| 11 giugno 2009    | Copenaghen           | Danimarca   | Pumpehuset                          |
| 12 giugno 2008    | Hultsfred            | Svezia      | Hultsfred Festival                  |
| 14 giugno 2008    | Bekkestua            | Norvegia    | Norwegian Wood Music Festival       |
| 15 giugno 2008    | Seinäjoki            | Finlandia   | Provinssirock Festival              |
| 17 giugno 2008    | Amsterdam            | Paesi Bassi | Melkweg                             |
| 18 giugno 2008    | Parigi               | Francia     | Bataclan                            |
| Nord America      |                      |             |                                     |
| 30 giugno 2008    | Milwaukee            | Stati Uniti | Summerfest                          |
| 1º luglio 2008    | Maryland Heights     | Stati Uniti | Verizon Wireless Amphitheater       |
| 2 luglio 2008     | Bonner Springs       | Stati Uniti | Verizon Wireless Amphitheater       |
| 3 luglio 2008     | Dallas               | Stati Uniti | Superpages.com Center               |
| 5 luglio 2008     | Selma                | Stati Uniti | Verizon Wireless Amphitheater       |
| 6 luglio 2008     | Houston              | Stati Uniti | Sam Houston Race Park               |
| 25 luglio 2008    | Tulsa                | Stati Uniti | D-Fest                              |
| 26 luglio 2008    | Englewood            | Stati Uniti | Fiddlers Green Amphitheatre         |
| 28 luglio 2008    | Reno                 | Stati Uniti | Grand Sierra                        |
| 29 luglio 2008    | Henderson            | Stati Uniti | Henderson Pavilion                  |
| 30 luglio 2008    | Costa Mesa           | Stati Uniti | Pacific Amphitheatre                |
| 1º agosto 2008    | San Diego            | Stati Uniti | Concerts on the Green               |
| 2 agosto 2008     | Mesa                 | Stati Uniti | Mesa Amphitheatre                   |
| 5 agosto 2008     | Little Rock          | Stati Uniti | Riverfest Amphitheatre              |
| 6 agosto 2008     | New Orleans          | Stati Uniti | The Sugarmill                       |
| 7 agosto 2008     | Memphis              | Stati Uniti | Mud Island Amphitheatre             |
| 10 agosto 2008    | Baltimora            | Stati Uniti | Pimlico Race Course                 |
| 12 agosto 2008    | Chicago              | Stati Uniti | Congress Theatre                    |
| 13 agosto 2008    | Sterling Heights     | Stati Uniti | Freedom Hill                        |
| 15 agosto 2008    | Filadelfia           | Stati Uniti | Festival Pier at Penn's Landing     |
| 16 agosto 2008    | Asbury Park          | Stati Uniti | Asbury Park Convention Hall         |
| 17 agosto 2008    | Providence           | Stati Uniti | Providence Piers                    |
| 19 agosto 2008    | Charlotte            | Stati Uniti | Verizon Wireless Amphitheater       |
| 20 agosto 2008    | Burgettstown         | Stati Uniti | Post Gazette Pavilion               |
| 22 agosto 2008    | Montréal             | Canada      | Metropolis                          |
| 23 agosto 2008    | Toronto              | Canada      | Kool Haus                           |
| 24 agosto 2008    | Cleveland            | Stati Uniti | Time Warner Cable Amphitheatre      |
| 26 agosto 2008    | Saint Paul           | Stati Uniti | Minnesota State Fair Grandstand     |
| 28 agosto 2008    | New York             | Stati Uniti | Rumsey Playfield                    |
| 29 agosto 2008    | Portsmouth           | Stati Uniti | NTelos Wireless Pavilion            |
| 30 agosto 2008    | Wallingford          | Stati Uniti | Chevrolet Theatre                   |
| 1º settembre 2008 | Seattle              | Stati Uniti | Seattle Center Memorial Stadium     |
| Sud America       |                      |             |                                     |
| 17 ottobre 2008   | Monterrey            | Messico     | El Zocalo                           |
| 18 ottobre 2008   | Città del Messico    | Messico     | Foro Sol                            |
| 19 ottobre 2008   | Tlajomulco de Zúñiga | Messico     | Arena VFG                           |
| 23 ottobre 2008   | San Paolo            | Brasile     | Credicard Hall                      |
| 24 ottobre 2008   | Rio de Janeiro       | Brasile     | Citibank Hall                       |
| 25 ottobre 2008   | Porto Alegre         | Brasile     | Teatro Bourbon                      |
| 27 ottobre 2008   | Santiago del Cile    | Cile        | Court Central del Estadio Nacional  |
| Nord America      |                      |             |                                     |
| 12 dicembre 2008  | New York             | Stati Uniti | Madison Square Garden               |
| 14 dicembre 2008  | Universal City       | Stati Uniti | Gibson Amphitheatre                 |

## Scalette

### Nord America ed Europa (aprile-luglio 2007)
1. Misery Business
2. Emergency
3. Brighter
4. Here We Go Again
5. All We Know
6. Never Let This Go
7. Hallelujah
8. For a Pessimist, I'm Pretty Optimistic
9. Whoa
10. My Heart

Encore
1. Born for This
2. Pressure

### Europa (agosto-settembre 2007)
1. Misery Business
2. Emergency
3. Here We Go Again
4. That's What You Get
5. For a Pessimist, I'm Pretty Optimistic
6. Crushcrushcrush
7. When It Rains
8. Born for This
9. Let the Flames Begin

Encore
1. Whoa
2. Pressure

### Australia e Giappone (ottobre 2007)
1. Misery Business
2. Emergency
3. Here We Go Again
4. That's What You Get
5. For a Pessimist, I'm Pretty Optimistic
6. Crushcrushcrush
7. When It Rains
8. Let the Flames Begin
9. Whoa

Encore
1. Pressure
2. My Heart

### Nord America (novembre-dicembre 2007)
1. For a Pessimist, I'm Pretty Optimistic
2. Born for This
3. Emergency
4. Never Let This Go
5. Fences
6. Let the Flames Begin
7. When It Rains
8. Crushcrushcrush
9. Pressure
10. Faces in Disguise (Sunny Day Real Estate cover)
11. Here We Go Again
12. That's What You Get
13. My Heart

Encore
1. Decoy
2. Misery Business

### Europa (gennaio-febbraio 2008)
1. For a Pessimist, I'm Pretty Optimistic
2. Born for This
3. Emergency
4. Never Let This Go
5. Fences
6. Let the Flames Begin
7. When It Rains
8. Crushcrushcrush
9. Pressure
10. Sweetness (Jimmy Eat World cover)
11. Here We Go Again
12. That's What You Get
13. My Heart

Encore
1. Decoy
2. Misery Business

### Nord America ed Europa (marzo-giugno 2008)
1. Let the Flames Begin
2. Emergency
3. Stop This Song (Love Sick Melody)
4. Here We Go Again
5. That's What You Get
6. Pressure
7. Miracle
8. For a Pessimist, I'm Pretty Optimistic
9. When It Rains
10. Crushcrushcrush
11. Born for This
12. Whoa

Encore
1. My Heart
2. Misery Business

### Nord America (luglio-settembre 2008)
1. Born for This
2. That's What You Get
3. Here We Go Again
4. Fences
5. Crushcrushcrush
6. Let the Flames Begin
7. When It Rains
8. My Heart
9. Decoy
10. Pressure
11. For a Pessimist, I'm Pretty Optimistic
12. We Are Broken
13. Emergency
14. Hallelujah

Encore
1. Misery Business

### Sud America (ottobre 2008)
1. Born for This
2. That's What You Get
3. Here We Go Again
4. When It Rains
5. Emergency
6. Crushcrushcrush
7. Whoa
8. For a Pessimist, I'm Pretty Optimistic
9. Pressure
10. My Heart

Encore
1. Misery Business